# Первомайский (Лысогорский район)
Первомайский — поселок в Лысогорском районе Саратовской области. Входит в состав Октябрьского муниципального образования.

## География
Находится на расстоянии примерно 20 километров по прямой на восток от районного центра поселка Лысые Горы.

## История
Официальная дата основания 1932 год.

## Население
Постоянное население составило 144 человека (русские 92%) в 2002 году, 143 в 2010.